# Inge Danielsson
Pour les articles homonymes, voir Danielsson.
Inge Danielsson  est un footballeur suédois né le 14 juin 1941 à Bromölla et mort le 30 juin 2021. Il évoluait au poste d'attaquant.

## Biographie
Il est notamment joueur du Ifö Bromölla, de Helsingborgs IF, de l'Ajax Amsterdam et de l'IFK Norrköping.
Après un passage dans le club suédois de l'Ifö Bromölla, il signe en 1967 pour le club de Helsingborgs IF qu'il quitte après une saison pour l'Ajax Amsterdam en 1968.

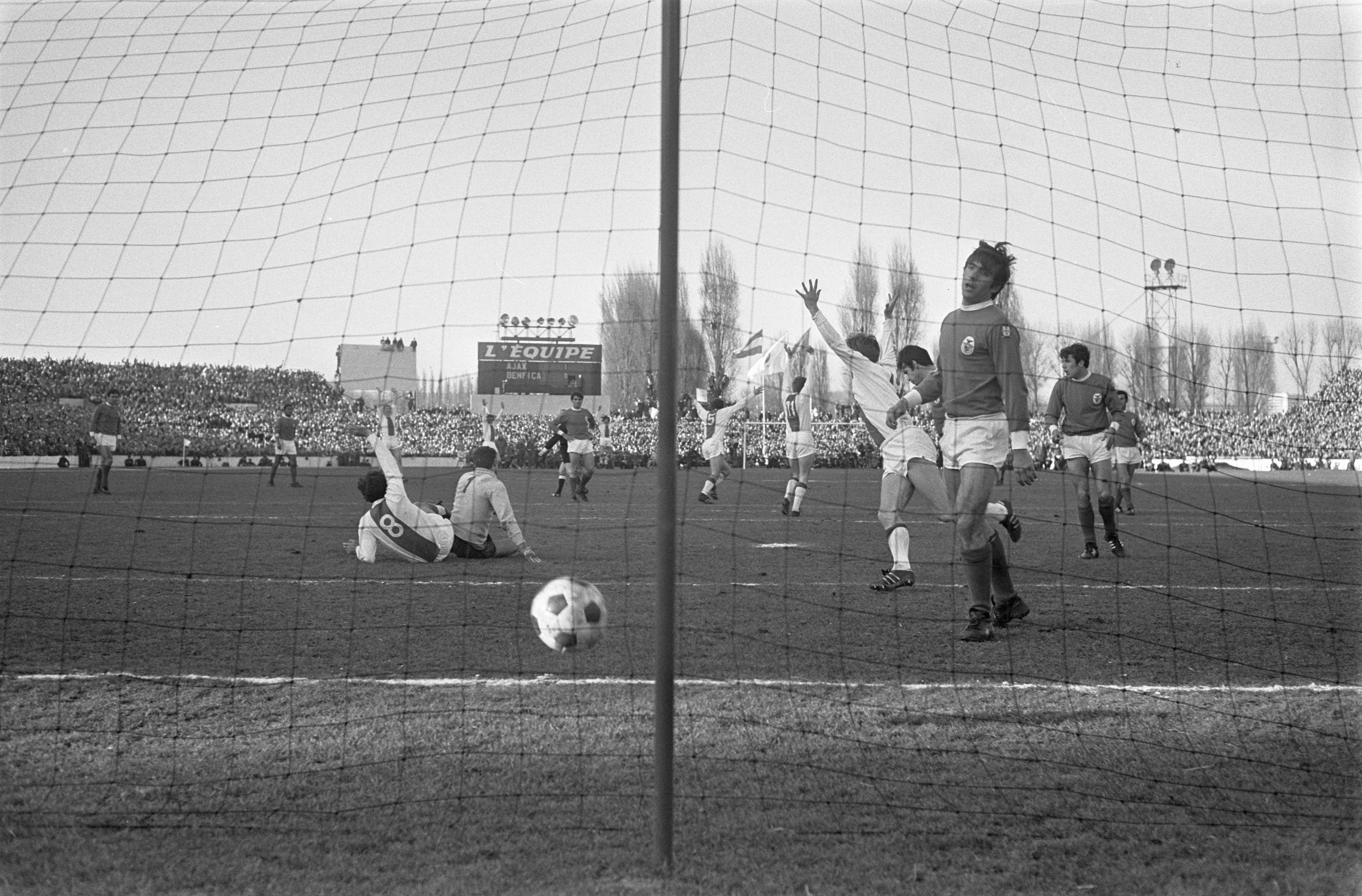
Inge Danielsson, numéro 9, au second plan derrière le joueur du Benfica, vient d'inscrire le deuxième but de la rencontre contre le Benfica Lisbonne lors d'un match d'appui pour décider du vainqueur des quarts de finale

Avec l'Ajax Amsterdam, il est finaliste de la Coupe des clubs champions en 1969. Lors des quarts de finale, l'Ajax remporte la confrontation contre le Benfica Lisbonne. Lors du match aller, Benfica gagne 3-1 à Amsterdam, le but étant marqué par Ingelsson. Lors du match retour, c'est l'Ajax qui vient s'imposer à Lisbonne 3-1 dans un match où le joueur suédois marque un autre but. Finalement, le sort du quart de finale est décidé sur un match d'appui à Paris qui se finit sur le temps réglementaire sur le score de 0-0; après prolongations, l'Ajax marque 3 buts dont un but de Johan Cruyff et un doublé de Danielsson. 
Il dispute la finale de la compétition contre le Milan AC perdue sur le score de 1-4.
Il ne dispute qu'une seule saison avec le club néerlandais et repart en Suède dès 1969 défendre à nouveau les couleurs d'Helsingborgs IF.
En 1973, il joue dans le club de l'IFK Norrköping.
En 1975, il finit sa carrière dans son club formateur l'Ifö Bromölla.
Lors de son passage à l'Ajax, il joue un total de 7 matchs en Coupe des clubs champions pour 4 buts marqués.
En première division néerlandaise, il inscrit 21 buts en 27 matchs. Il est alors le deuxième meilleur buteur du Championnat derrière son compatriote Ove Kindvall.

### En équipe nationale
International suédois, il reçoit 17 sélections en équipe de Suède entre 1966 et 1971, pour 8 buts marqués.
Son premier match est disputé le 6 novembre 1966 dans le cadre du Championnat nordique 1964-1967 contre le Danemark, il marque un but lors d'une victoire 2-1 à Solna.
Par la suite, il dispute les qualifications pour l'Euro 1968. Il marque un doublé contre l'équipe du Portugal lors de son deuxième match en sélection le 13 novembre 1966 (victoire 2-1 à Oeiras). Il marque aussi un but lors d'une victoire 5-2 contre l’équipe de Norvège le 5 novembre 1967 dans une rencontre comptant tant pour les éliminatoires de l'Euro que le Championnat nordique.
La Suède remporte alors l'édition 1964-1967 du Championnat nordique mais aussi l'édition 1968-1971 à laquelle il participe lors d'une unique rencontre contre la Norvège le 13 septembre 1970 dans laquelle il marque un but (victoire 4-2 à Oslo).
Son dernier match a lieu le 9 octobre 1971 contre l'Italie pour le compte des qualifications pour l'Euro 1972 (défaite 0-3 à Milan).

## Palmarès
Avec l'Ajax Amsterdam :
- Finaliste de la Coupe des clubs champions en 1969
- Champion des Pays-Bas en 1968

Avec la Suède :
- Vainqueur du Championnat nordique 1964-1967 et 1968-1971